# Tom Allen (Boxer)
Tom Allen (* 1. April 1840 in Birmingham, England; † 5. April 1904 in St. Louis, USA) war ein englischer Boxer in der Bare-knuckle-Ära. Er galt als hartschlagender Kämpfer mit Mut.
Im Jahr 2014 fand Allen Aufnahme in die International Boxing Hall of Fame.